# 6862 Virgiliomarcon
6862 Virgiliomarcon eller 1991 GL är en asteroid i huvudbältet som upptäcktes den 11 april 1991 av San Vittore-observatoriet i Bologna. Den är uppkallad efter italienaren Virgilio Marcon.
Asteroiden har en diameter på ungefär 23 kilometer.